# Epeorus vitreus
Epeorus vitreus je druh jepice z čeledi Heptageniidae. Přirozeně se vyskytuje na jihovýchodě Kanady a na východě Spojených států amerických. Preferuje čisté, rychle tekoucí potoky a řeky s kamenitým dnem, kde se nymfy přichycují k substrátu. Nymfy mají zploštělé tělo přizpůsobené životu v rychle tekoucích vodách. Mají dva ocasní štěty a výrazné žaberní lístky. Délka těla u dospělců je přibližně 7 až 8 mm. Tělo má v případě samců světle krémově olivovou barvu a v případě samic oranžovo olivovou barvu. Obě pohlaví mají průhledná křídla. Dospělci se líhnou dvakrát ročně, poprvé na začátku června a podruhé v září. Poprvé tento druh popsal Walker v roce 1853.

## Fotogalerie

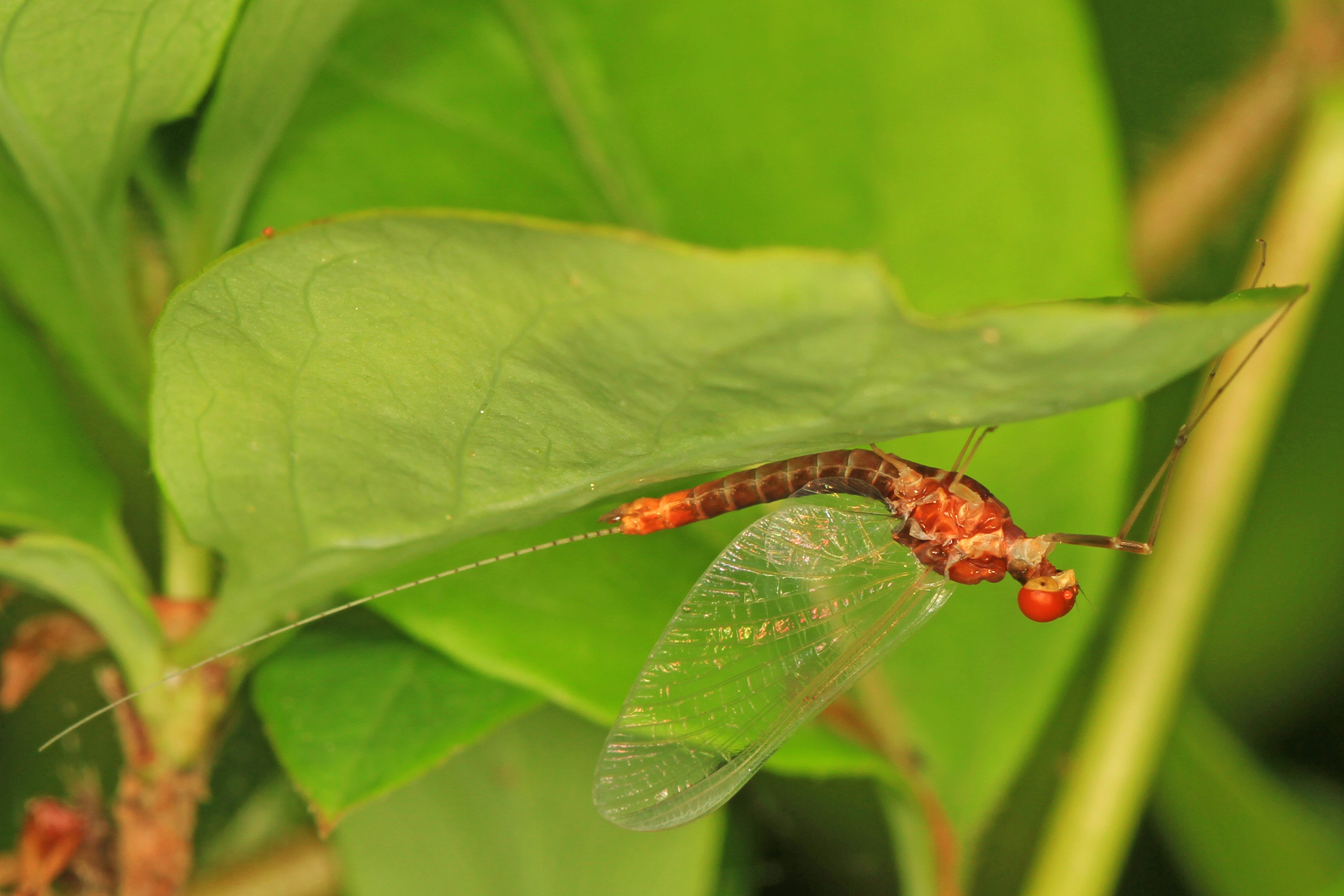
Samec Epeorus vitreus
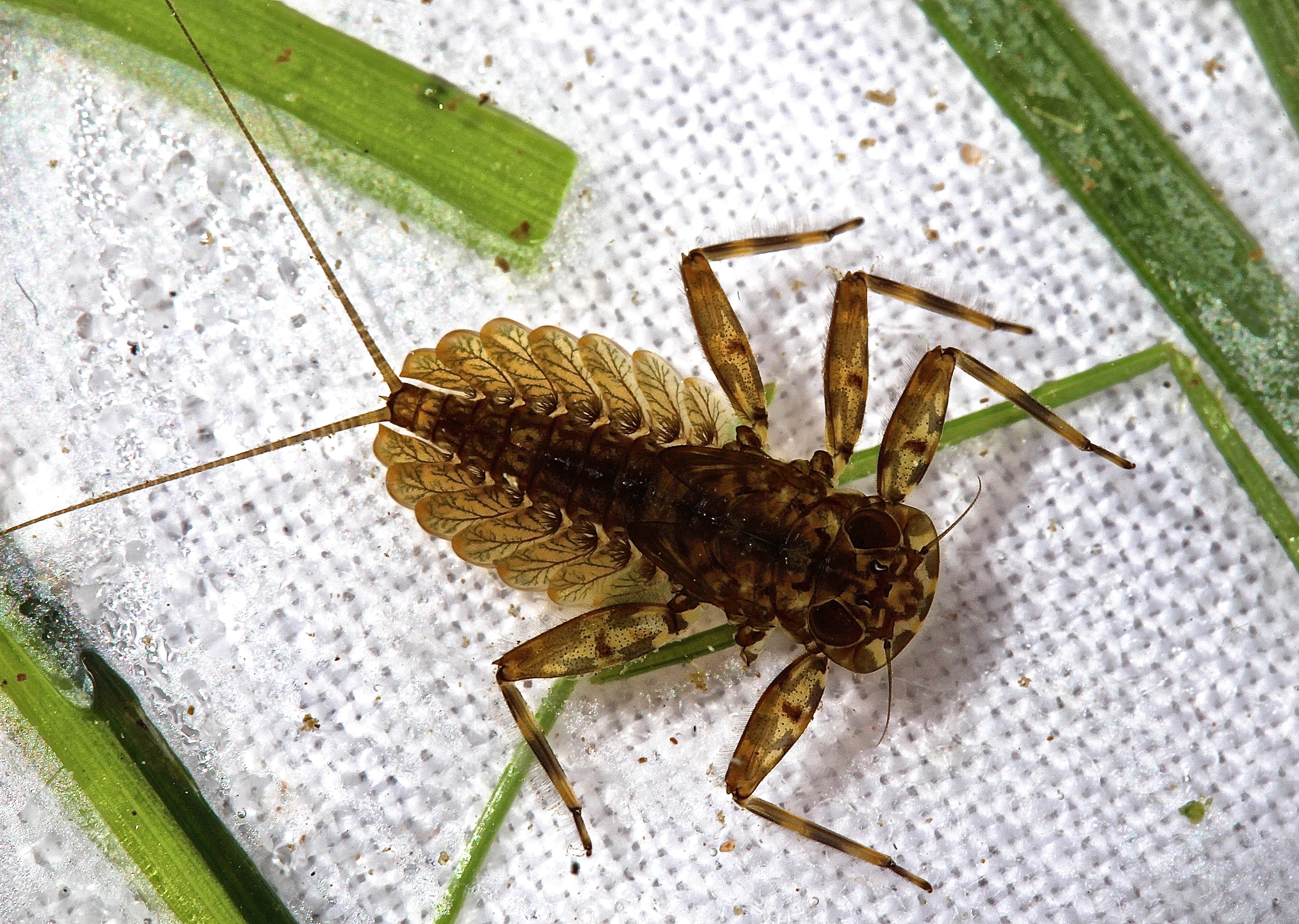
Nymfa Epeorus vitreus
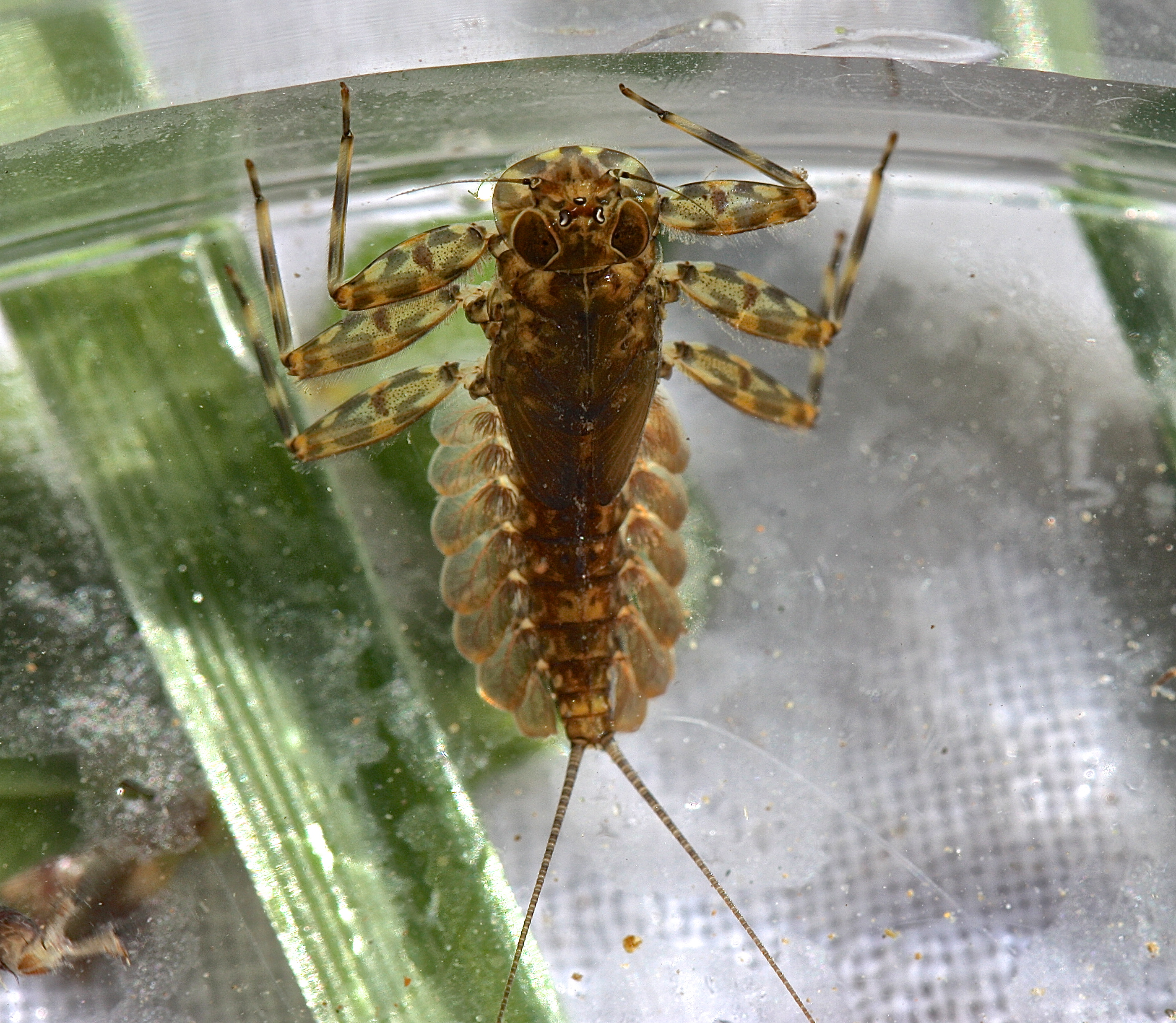
Nymfa Epeorus vitreus